# Liste de toponymes provenant d'un nom de navire
Cette liste de toponymes provenant d'un nom de navire est incomplète :

## Liste
| Toponyme                   | Type de site désigné | Pays actuel               | Nom du bateau éponyme              |
| -------------------------- | -------------------- | ------------------------- | ---------------------------------- |
| Baie de L'African          | Baie                 | France                    | African                            |
| Île Amsterdam              | Île                  | France                    | Nieuw Amsterdam                    |
| Baie de l'Astrolabe        | Baie                 | Papouasie-Nouvelle-Guinée | L'Astrolabe                        |
| Baie de l'Aventure         | Baie                 | Australie                 | HMS Adventure                      |
| Plateau de Blake           | Plateau continental  | -                         | USC&GS George S. Blake             |
| Îles Bounty                | Archipel             | Nouvelle-Zélande          | HMS Bounty                         |
| Baie de la Mouche          | Baie                 | France                    | La Mouche, chaloupe du Gros Ventre |
| Columbia                   | Cours d'eau          | Canada États-Unis         | Columbia Rediviva                  |
| Puerto Deseado             | Ville                | Argentine                 | Desire                             |
| Presqu'île de la Discovery | Péninsule            | France                    | HMS Discovery                      |
| Endeavour River            | Cours d'eau          | Australie                 | Endeavour                          |
| Baie de l'Espérance        | Baie                 | Australie                 | L'Espérance                        |
| Comté d'Esperance          | Région               | Australie                 | L'Espérance                        |
| Esperance                  | Ville                | Australie                 | L'Espérance                        |
| Golden Hinde               | Montagne             | Canada                    | Golden Hind                        |
| Goldfields-Esperance       | Région               | Australie                 | L'Espérance                        |
| Baie du Géographe          | Baie                 | Australie                 | Le Géographe                       |
| Détroit du Géographe       | Détroit              | Australie                 | Le Géographe                       |
| Passage du Géographe       | Détroit              | Australie                 | Le Géographe                       |
| Banc du Geyser             | Récif corallien      | France                    | Geysir                             |
| Anse du Gros Ventre        | Baie                 | France                    | Gros Ventre                        |
| Détroit d'Hecate           | Détroit              | Canada                    | HMS Hecate                         |
| Mont Lucania               | Montagne             | Canada                    | Lucania                            |
| Cap Naturaliste            | Cap                  | Australie                 | Le Naturaliste                     |
| Passage du Naturaliste     | Détroit              | Australie                 | Le Naturaliste                     |
| Pelican                    | Ville                | États-Unis                | The Pelican                        |
| Penrhyn                    | Atoll                | Îles Cook                 | Lady Penrhyn                       |
| Baie de la Recherche       | Baie                 | Australie                 | La Recherche                       |
| Île Resolution             | Île                  | Nouvelle-Zélande          | HMS Resolution                     |
| Saint-Denis                | Ville                | France                    | Le Saint-Denis                     |
| Roches du Salamanca        | Archipel             | France                    | Salamanca                          |
| Suwarrow                   | Atoll                | Îles Cook                 | Souvorov                           |
| Victor Harbor              | Ville                | Australie                 | HMS Victor                         |